# Poljanci
Poljanci su jedna od 5 skupina Gradišćanskih Hrvata naseljena u sjevernom Gradišću u krajevima zapadno od Nežiderskog jezera u selima Pajngrt (Baumgarten), Rasporak (Draßburg), Otava (Antau), Cogrštof (Zagersdorf), Klimpuh (Klingenbach), Cindrof (Siegendorf), Prodrštof (Wulkaprodersdorf), Trajštof (Trausdorf), Uzlop (Oslip), Vorištan (Hornstein), Štikapron (Steinbrunn), Celindrof (Zillingtal) i na ugarskoj strani Koljnof (Kópháza).
Poljanci su poznati vinogradari i vinari o čemu je snimljen i dokumentarni film "Vino na Poljanci" u režiji Milorada Samardžije. Među poznatijim Poljancima bio je cindrofski vicenačelnik (od 1971-1977), kotrig općinskog tanača od (1965-1977) i seoski pjesnik Tedi Prior, kojemu je 1989. izašla jedina zbirka "Panonsko šarilo/Pannonisches Allerlei". Od 1977. aktivna je folklorna grupa 'Poljanci'. 

## Vanjske poveznice
- Blažen je trnak, na kom je rodilo dobro vino...  Arhivirana inačica izvorne stranice od 6. siječnja 2005. (Wayback Machine)